# 德国产业革命

1834年描述德國半家庭半工廠的油畫（Alfred Rethel繪）

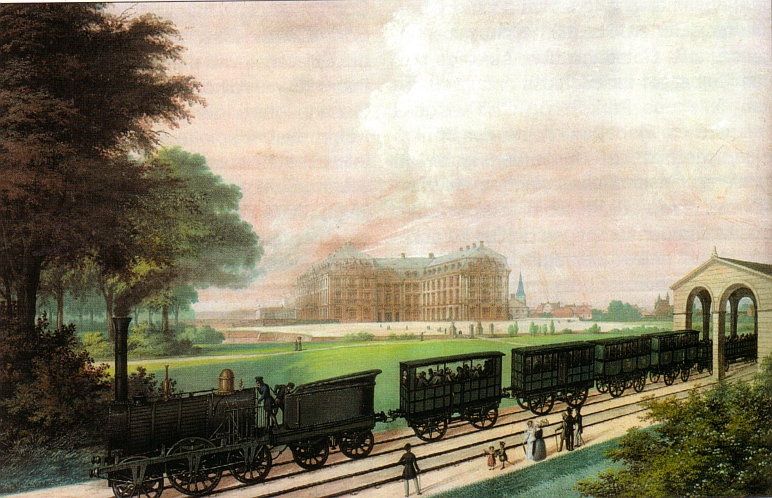
1844年德國鐵路油畫

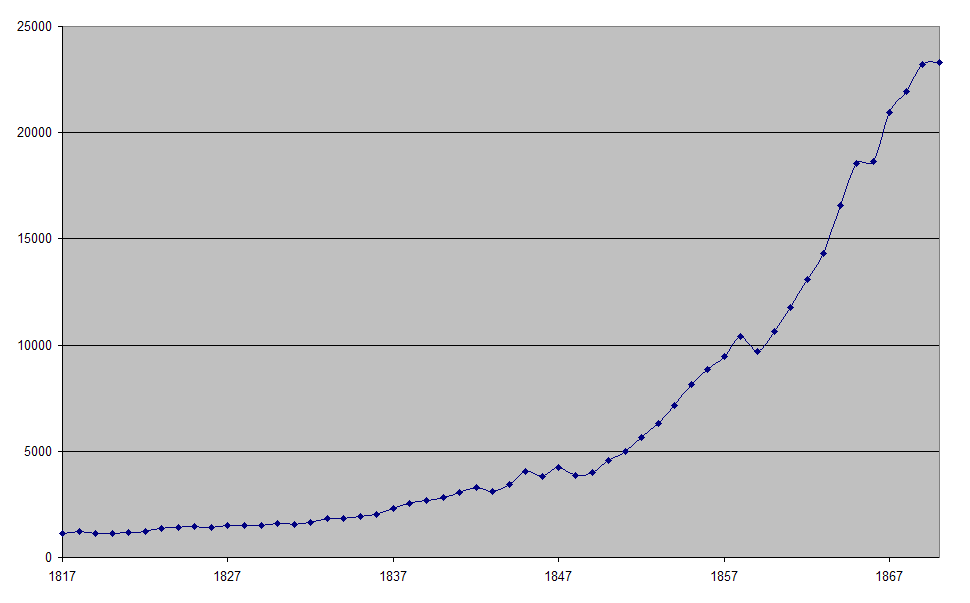
1817-1870德國煤炭生產量 (千噸)

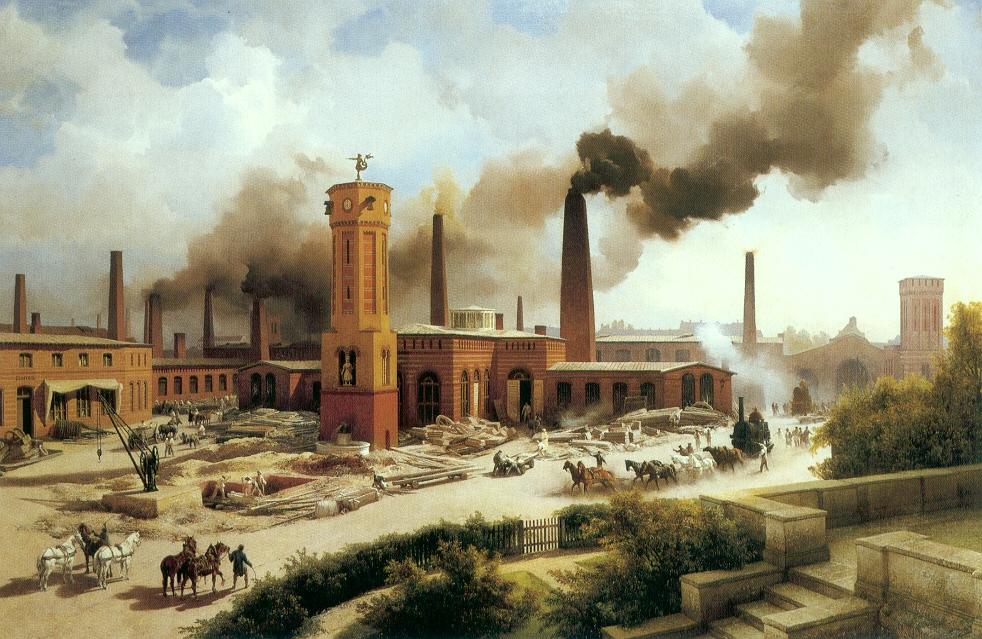
1847年德國大型木材廠

德國產業革命是德國於19世紀出現的工業革命，當中以機器為主體的工廠制度取代了以手工技藝為主的生產過程。德國產業革命共分三個時期：初期（19世紀30年代至40年代）；高速發展時期或稱工業突破期（1848年革命後的50年代和60年代）和鞏固時期或稱工業革命高級階段（Hochindustrialisierung，自從1871年德國統一至1914年）。

## 歷史

### 革命初期
19世紀初期，德國的封建制度慢慢解體，經過普魯士農奴制改革，農奴從田地釋放出來，為近代工業企業提供了貨幣資本和自由的勞動力。行會制度的削弱減少對資本主義企業的發展限制，讓他們容易從英國進口機器和招聘技工。這些有利的條件使20年代的手工業有了良好發展。紡織業開始利用機器。1834年德意志關稅同盟建立。1846年，關稅同盟各邦中已經有313家紗廠和75萬枚機械紡錠，而普魯士的毛紡業中也有機械紡錠45萬枚。手工生產在整個紡織業中仍佔統治地位。
由於開始建立了使用焦煤的高爐和採用攪拌法煉鐵等新技術，刺激了煤和鐵的產量。同時，越來越多方面包括汽船及火車都使用蒸汽機。1846年，已經有1139台蒸汽機。1824年，第一艘汽輪在萊茵河上開航。1835年，第一條鐵路把紐倫堡與費爾伯特連結起來。1848年，全國鐵路線長達2500公里。1843年，德國工廠工人上升至70萬人。可是，德國的工業生產水平仍然落後於法國和英國。

### 高速發展時期
1848年後，德意志關稅同盟的漸漸增強。期間的輕工業和重工業都迅速增長。工業棉花消費量和機器織布機各增加幾倍。1861年，在製造機器的工廠內的工人總數接近10萬，規模不下於英國的同類工廠。1850年至1870年，德國的蒸汽機的動力由26萬匹馬力增加至248萬匹馬力，煤產量由670萬噸增加至3400萬噸，鐵產量由21萬噸增加至139萬噸，鋼產量由6000噸增加至17萬噸，鐵路線長度由5822公里增長至18876公里。1870年，德國在世界工業總產量中的比重上升到13.2%，超越了法國，成為了一個工業發達國家。

### 鞏固時期
在德國尚未統一前，各個地區的經濟發展是極度不平衡。1871年，德意志統一，以機器為主體的工廠遍及整個德國，並取得了領導地位。